# Fermats princip
Fermats princip siger, at lys, der rejser mellem to punkter, altid følger den hurtigste vej. Tiden {\displaystyle T} skal altså minimeres:
{\displaystyle \delta T=0}
Fermats princip forklarer, hvorfor frit lys bevæger sig i lige linjer, og det kan bruges til at udlede Snells lov.
{\displaystyle n_{1}\sin \theta _{1}=n_{2}\sin \theta _{2}}
Fermats princip kan udledes fra mindstevirkningsprincippet.
Princippet er opkaldt efter den franske matematiker Pierre de Fermat som brugte princippet til at udlede Snells lov i sin tekst Analyse pour les réfractions.